# Titularbistum Decoriana
Decoriana ist ein Titularbistum  der römisch-katholischen Kirche.
Es geht zurück auf einen historischen Bischofssitz in der antiken Stadt gleichen Namens in der römischen Provinz Byzacena bzw. Africa proconsularis in der Sahelregion von Tunesien.
| Titularbischöfe von Decoriana |                                  |                                                           |                  |                   |
| Nr.                           | Name                             | Amt                                                       | von              | bis               |
| 1                             | Felipe Benito Condurú Pacheco    | emeritierter Bischof von Parnaíba (Brasilien)             | 17. Januar 1959  | 1. Oktober 1972   |
| 2                             | Julius Gábriš                    | Apostolischer Administrator von Trnava (Tschechoslowakei) | 19. Februar 1973 | 13. November 1987 |
| 3                             | Max Takuira Matthew Mariu SM     | Weihbischof in Hamilton in Neuseeland (Neuseeland)        | 30. Januar 1988  | 12. Dezember 2005 |
| 4                             | Jan Niemiec                      | Weihbischof in Kamjanez-Podilskyj (Ukraine)               | 21. Oktober 2006 | 27. Oktober 2020  |
| 5                             | Guillermo Antonio Cornejo Monzón | Weihbischof in Lima (Peru)                                | 10. Februar 2021 |                   |